# Angarns socken
Angarns socken i Uppland ingick i Vallentuna härad, ingår sedan 1971 i Vallentuna kommun och motsvarar från 2016 Angarns distrikt.
Socknens areal är 18,11 kvadratkilometer, varav 17,83 land. År 2000 fanns här 349 invånare. Kyrkbyn Angarn med sockenkyrkan Angarns kyrka ligger i socknen.

## Administrativ historik
Angarns socken har medeltida ursprung. 
Vid kommunreformen 1862 övergick socknens ansvar för de kyrkliga frågorna till Angarns församling och för de borgerliga frågorna till Angarns landskommun. Landskommunen uppgick 1952 i Össeby landskommun som 1971 uppgick i Vallentuna kommun. Församlingen uppgick 2006 i Össeby församling.
1 januari 2016 inrättades distriktet Angarns, med samma omfattning som församlingen hade 1999/2000.  
Socknen har tillhört län, fögderier, tingslag och domsagor enligt vad som beskrivs i artikeln Vallentuna härad. De indelta soldaterna tillhörde Livregementets dragonkår, Livskvadronen, Livkompaniet. De indelta båtsmännen tillhörde Södra Roslags 2:a båtsmanskompani.

## Geografi
Angarns socken ligger norr om Stockholm.  Socknen är en kuperad slättbygd i norr och höglänt skogsbygd i söder.

I socknen ligger det nyrestaurerade naturreservatet Angarnsjöängen.  

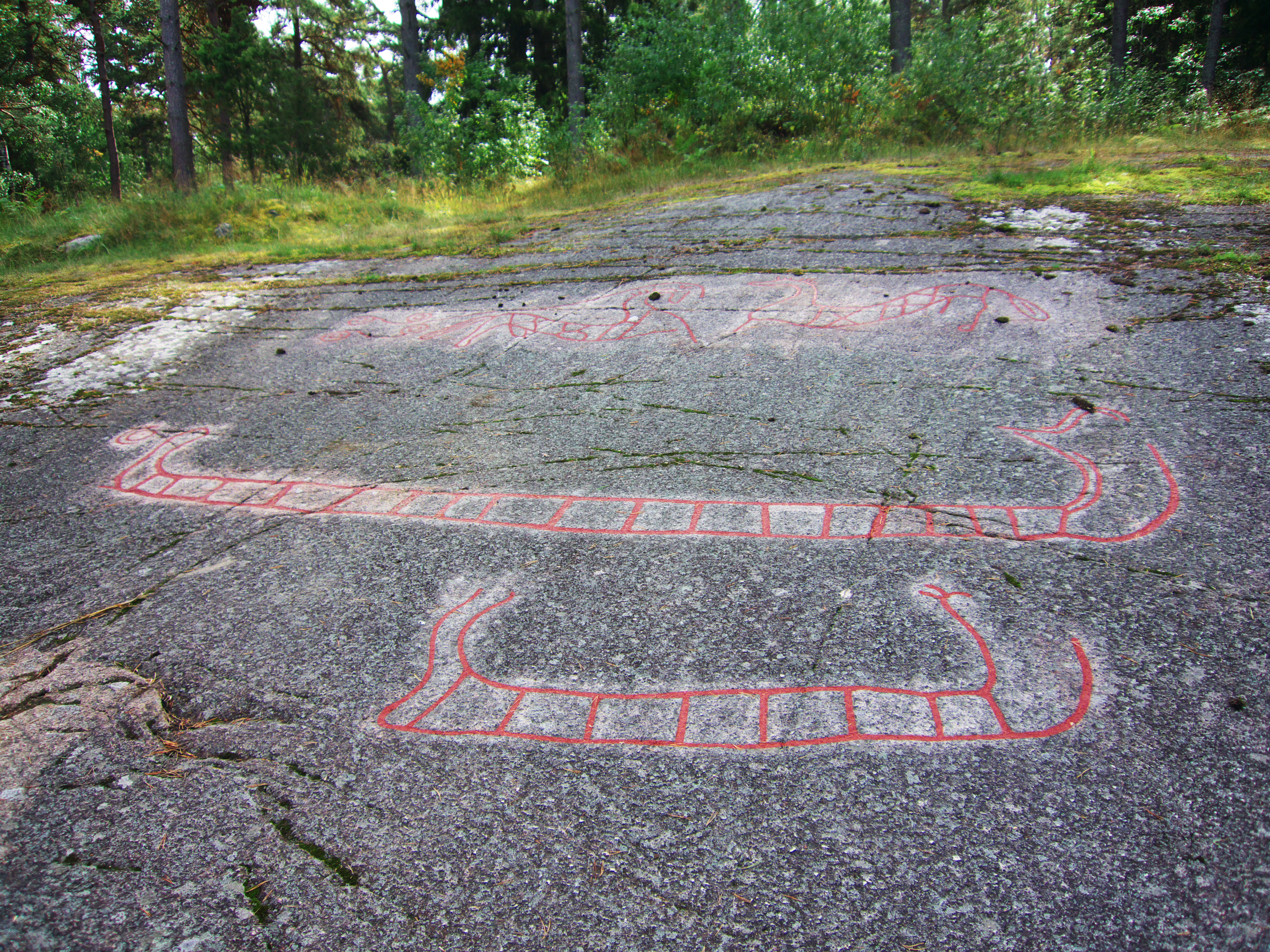
Hällristning vid Örsta, Angarns socken

## Fornlämningar
Från bronsåldern finns spridda gravrösen. med stensättningar och en hällristning. Från järnåldern finns gravfält. Tio runstenar har påträffats.

## Namnet
Namnet (1333 Angarnä) kommer troligen på ett äldre namn på Angarnssjöängen sammansatt av and, 'emot' och Garn, 'Tarmen' syftande på en del av Långhundraleden, där ängen då utgjort en vik.